# Đi bộ

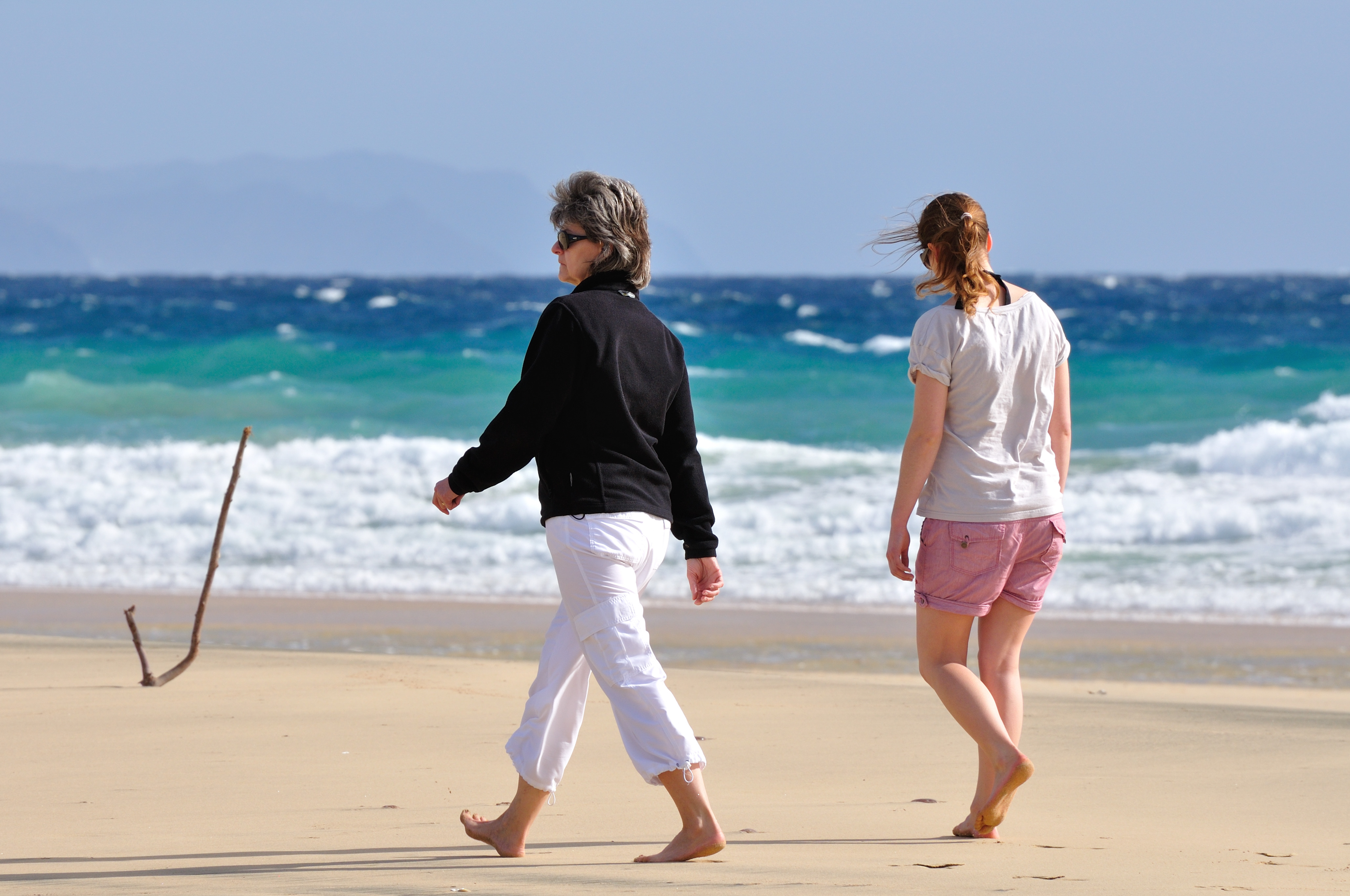
hai người phụ nữ đang đi bộ trên bãi biển

Đi bộ là hình thức vận động tự nhiên chủ yếu của các động vật có chân nhằm di chuyển cơ thể từ vị trí này đến vị trí khác trong điều kiện tốc độ và dáng đi bình thường và thường chậm hơn so với chạy. Đi bộ là hình thức di chuyển cơ bản và phổ biến của con người và các loại động vật có chân. Nó là hình thức di chuyển căn bản đơn giản và áp dụng nhiều trong đời sống xã hội con người như đi bộ khi làm việc (nội trợ, văn phòng, đi kiểm tra, bốc xếp...) đi bộ khi hành quân và đi bộ thể dục. Ngày nay trong xã hội loài người, nhiều phương tiện giao thông ra đời đã giúp con người ngày càng ít sử dụng việc đi bộ làm phương tiện di chuyển chính, nhất là khi đi đến những địa điểm xa và đi bộ dần trở thành một môn thể thao rèn luyện, bảo vệ sức khỏe hàng ngày và được nhiều người lựa chọn do đi bộ thể dục là hình thức nhẹ nhàng nhất trong các môn vì nó tương đối ít tốn năng lượng và ít cần đến trang thiết bị đi kèm.

## Về tốc độ
Mặc dù đi bộ tốc độ có thể khác nhau rất nhiều tùy thuộc vào các yếu tố như chiều cao, cân nặng, tuổi tác, giới tính, tính cách, địa hình, bề mặt, văn hóa, sự nỗ lực, và các điều kiện về tập thể dục, tuy nhiên tốc độ đi bộ của con người trung bình khoảng 5,0 km mỗi giờ (km/h), hoặc khoảng 3,1 dặm một giờ (mph). Nghiên cứu cụ thể đã được tìm thấy tốc độ đi bộ dành cho người đi bộ khác nhau, từ 4,51 km/h đến 4,75 km/h đối với trẻ em, và từ 5,32 km/h đến 5,43 km/h đối với người lớn, mặc dù tốc độ đi bộ nhanh có thể đạt khoảng 6,5 km/h. Một đứa bé bình thường có thể chập chững và tấp tểnh biết đi vào khoảng 11 tháng tuổi với tốc độ chậm.

## Các kiểu đi bộ
Một số kiểu đi bộ chính có thể kể đến là:

Biểu đồ mô phỏng tư thế đi bộ thông thường của con người

- Đi bộ nhanh với khoảng 100 bước/phút
- Đi bộ thong thả với khoảng 70 bước/phút
- Đi bộ tự do là hình thức kết hợp giữa đi bộ nhanh với đi bộ thong thả và vừa đi vừa nghỉ
- Đi bộ ngược hay còn gọi là đi giật lùi

Hoặc có thể phân loại thành 07 kiểu đi bộ cụ thể là:
- Đi bộ bằng gót chân, với đặc trưng là sử dụng gót để di chuyển là chính
- Đi bộ bằng ngón chân với hình thức kiễng chân và bước những bước ngắn, nhanh bằng ngón chân.
- Đi bộ kiểu người mẫu, hai chân bước trên một đường thẳng, lưng thẳng để tạo dáng.
- Đi bộ kiểu đồng hồ, hình thức đi bộ theo đó hai tay như hai cái kim đồng hồ, còn chân là quả lắc.
- Đi bộ cân bằng với đặc trưng là bước đều và đổi chân, tay liên tục.
- Đi bộ vặn mình
- Bước đi mạnh mẽ với đặc trưng là sải bước dài và vung tay mạnh

## Lợi ích

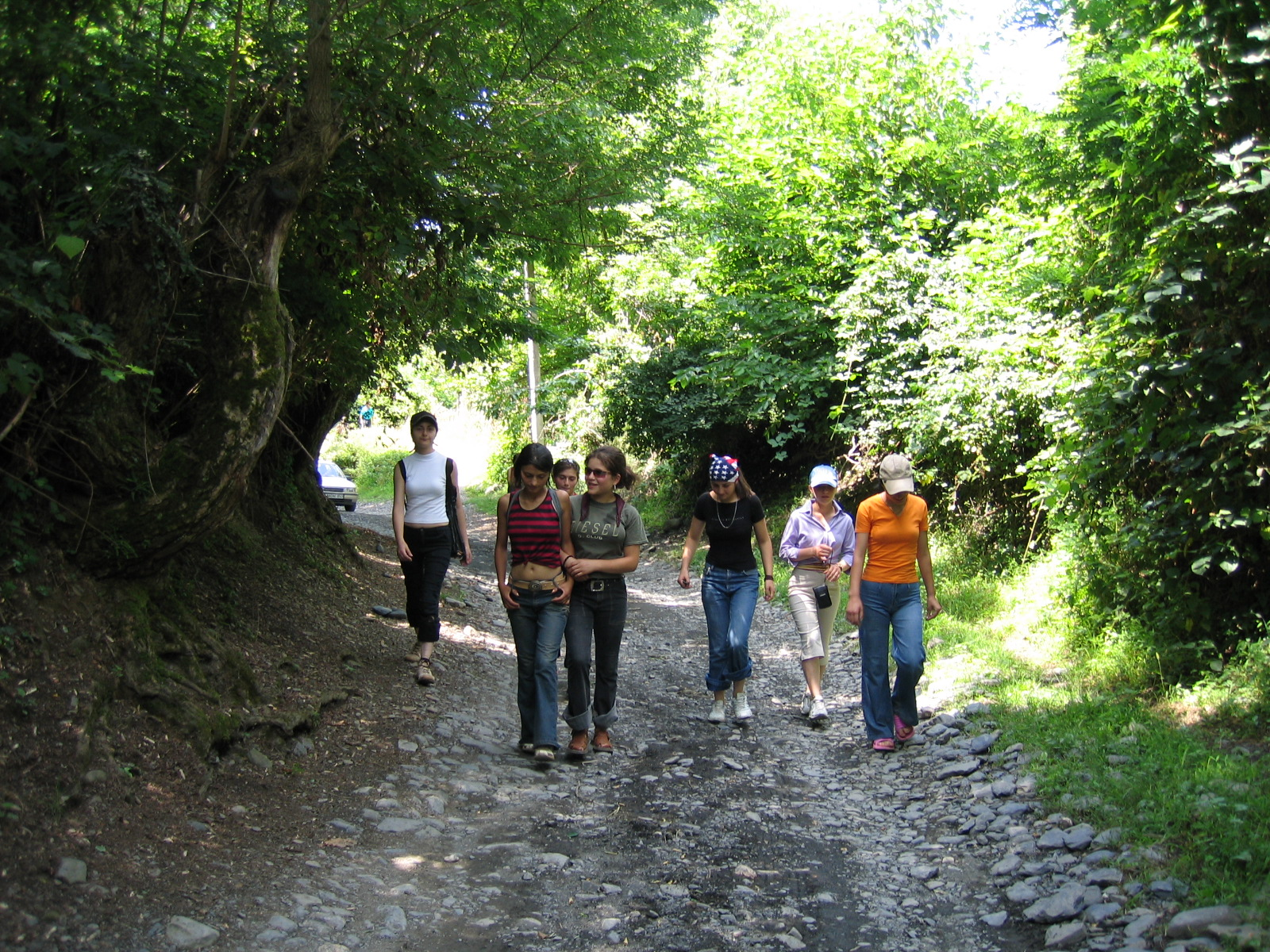
Đi bộ giúp giảm béo, eo thon thả, gọn gàng

Đi bộ nếu đúng cách sẽ giúp con người có nhiều lợi ích về sức khỏe, cụ thể là: Đi bộ từ 30 đến 60 phút mỗi ngày giúp cho cơ thể dẻo dai, làm giảm lượng đường trong máu, giảm nguy cơ bệnh tim, bệnh tiểu đường, giảm tai biến mạch máu não và giảm nguy cơ bị gãy xương háng đi bộ nhanh hàng ngày có thể giúp giảm 1/2 nguy cơ đau tim hoặc đột quỵ, giảm khoảng 30% nguy cơ ung thư vú.
Khi con người đi bộ đúng phương pháp sẽ góp phần làm cho hệ cơ bắp thêm dẻo dai, xương khớp vận động tốt, hệ tuần hoàn lưu thông một cách thông suốt và mạnh mẽ hơn, đi bộ có tác dụng tốt cho những người bị bệnh lý về tim mạch, đi bộ còn giúp làm mạnh mẽ và an tĩnh thần kinh, phòng tránh nhức đầu, mất ngủ, và chứng trầm cảm, ngoài ra đi bộ còn giúp hạ huyết áp, phòng ngừa cảm cúm và là liệu pháp giảm béo tốt nhất và tạo cho con người có eo thon thả và dáng người gọn gàng, đẹp. Ngoài ra, đi bộ sẽ giúp tâm trạng thư thái, thoải mái vì do tập trung tâm trí vào thời điểm hiện tại và kết nối với thiên nhiên,hiểu biết thêm về môi trường sinh học.
Mặc dù vậy khi đi bộ, con người cũng có thể gặp một số nguy cơ về sức khỏe, nhất là khi đi bộ không đúng cách, cụ thể là đi bộ đôi khi làm đầu gối,bắp chân đau đến nỗi không thể đi lại, đối với nhiều người mắc bệnh loãng xương, càng cố gắng đi bộ thì hai gối càng bị đau, sau một thời gian thì không thể đi được nữa. Đi bộ có thể gây đau nhức, làm thoái hoá khớp do tất cả trọng lượng của cơ thể đè nặng lên hai chân nhất là vùng gối và gây ra biến động chi dưới khi quá tải do phải di chuyển nhiều. Đối với phụ nữ mang bầu, có quan điểm từ trước ở Việt Nam cho rằng đi bộ dễ đẻ, tuy nhiên các bác sĩ cho rằng điều đó chỉ đúng nếu đi bộ đúng cách và với liều lượng vừa phải nếu không sẽ ảnh hưởng đến thai nhi và gây ra hậu quả đáng tiếc.

## Lời khuyên
Đối với con người, đi bộ thể thao hay đi bộ tập thể dục có nhiều lợi ích cho sức khỏe, tuy nhiên đi bộ phải đúng phương pháp và cách thức mới đạt hiệu quả cao nhất. Có nhiều quan điểm nêu lên cách thức đi bộ đúng cách để đạt hiểu quả. Theo đó đi bộ nên đi tự nhiên, tránh quá gò bó theo kỹ thuật. Một số các thức, yêu cầu đi bộ cụ thể là:
- Đi chậm lúc bắt đầu và lúc kết thúc (khoảng 5 phút).
- Nên khởi động nhẹ trước khi bắt đầu di chuyển đi bộ
- Đi bộ đúng tư thế và luôn giữ tư thế khi đi bộ, không nên không thu vai hoặc khom lưng để giữ cho cột sống được thẳng và hô hấp được tối đa
- Khi đi bộ nên nhìn thẳng về phía trước, toàn thân thư giãn, đặc biệt là hai vai, hai tay, khớp háng và hai chân.
- Khi đi bộ người giữ thẳng, không cúi người ra phía trước hay ngửa ra phía sau quá nhiều.
- Chân tiếp đất phải bắt đầu từ gót rồi đến cả bàn chân và cuối cùng là mũi chân trước khi nhấc chân lên, cứ thế bước đều liên tục.
- Khi đi bộ, hai tay nên vung vẩy thoải mái, nhẹ nhàng, biên độ vừa phải
- Khi đi bộ không nên cầm nắm thêm những vật dụng không cần thiết khác trên tay.
- Khi đi bộ luôn giữ cho hơi thở tự nhiên.
- Mặc áo quần ngắn nhẹ, rộng vừa phải và nên có giày chuyên dụng (giày thể thao, giày ba-ta)
- Đi bộ mỗi tuần, cụ thể là nếu đi bộ nhanh thì mỗi ngày đi bộ khoảng 30 phút, mỗi tuần 3 lần hoặc nên đi bộ 2 lần trong ngày, mỗi lần 15 phút (có thể phân cuộc đi bộ mỗi ngày ra làm hai, mỗi lần chỉ cần đi bộ 15 phút).
- Duy trì đi bộ đúng lịch trình kế hoạch đề ra.
- Có thể đi nhiều người, như lập nhóm đi bộ chung để tạo bầu không khí vui vẻ, thoải mái.

Khi đi bộ, nếu gặp một trong những dấu hiệu sau đây cần dừng hoạt động này lại để nghỉ ngơi hoặc gặp thầy thuốc:
- Cảm thấy đau vùng gối, đau lưng nhiều hơn
- Đau vùng ngực, chóng mặt, choáng váng khó chịu, huyết áp tăng
- Hơi thở ngắn, ra mồ hôi nhiều bất thường
- Tự nhiên mệt nhiều, mất sức
- Chuột rút hay đau cơ bất thường